# Gare de Châteauroux
Gare de Châteauroux vasútállomás Franciaországban, Châteauroux településen.

## Vasútvonalak
Az állomást az alábbi vasútvonalak érintik:
- Orléans–Montauban-vasútvonal
- Joué-lès-Tours-Châteauroux-vasútvonal

## Kapcsolódó állomások
A vasútállomáshoz az alábbi állomások vannak a legközelebb:
- Gare de Luant (Gare de Montauban-Ville-Bourbon, Orléans–Montauban-vasútvonal)
- Gare de Neuvy-Pailloux (Gare des Aubrais - Orléans, Orléans–Montauban-vasútvonal)